# Suite (banda)
Suite es un grupo español de música pop rock cuyo estilo se puede definir como una mezcla entre el pop británico y el rock, con melodías muy propias.
Este grupo, procedente de Sampedor (Barcelona) está formado por Paul Brau (guitarra y voz), Jesús Calleja (guitarra y voz), Valentí Riera (bajo y coros) y Uri Font (batería). 
Suite se formó en diciembre de 2007 y su primer concierto fue el 19 de abril de 2008 en X-trem, un pub de Manresa, donde tocaron en acústico (pero con batería) siete temas, dos de ellos propios y los otros cinco fueron versiones de grupos famosos.
En mayo de 2008, Suite se encerró por primera vez en un estudio de grabación para dar forma a sus 2 primeros temas: Don’t go away y Summer dreams, los cuales causaron sensación entre sus seguidores. 
Seguidamente, y después de un verano con muchos conciertos, el grupo volvió a encerrarse en el estudio para grabar lo que sería su primer álbum, titulado What can I dream today?, un disco con 10 temas propios que los ayudaría a moverse por todo el terreno catalán y darse aún más a conocer como grupo. Entre estos conciertos por terreno catalán cabe destacar el que hicieron en el Camp Nou, el campo de fútbol del Fútbol Club Barcelona, tocando delante de más de 60.000 espectadores. En abril de 2011 sacaron su segundo álbum titulado Time&Essence y grabaron un videoclip de la canción Keep on Trying con el que el grupo hizo furor. Este videoclip estuvo presente en bastantes redes sociales de famosos como Carles Puyol o Andrés Iniesta haciendo así que todos los fanes de estos famosos vieran el videoclip y el grupo se hiciera famoso recopilando una gran cantidad de reproducciones en sus dos videoclips y llamando la atención de una discográfica, RGB Suports con la que consiguieron un contrato discográfico a finales de 2012.

## Historia

### Formación

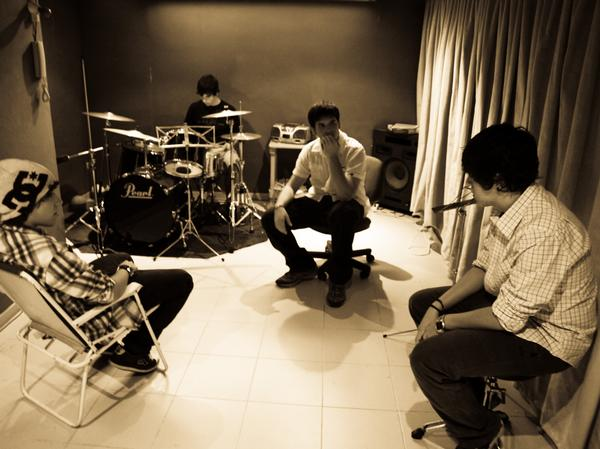

En 2007, Paul Brau tuvo la idea de crear un grupo de música y así quiso emprenderla, solo que no sabía quien eran las personas indicadas. Aún no conocía ni a Jesús ni a Valentí, ya que se conocieron más tarde. El único que ya conocía era a Uri Font, se conocían del colegio y más tarde empezaron a ir con el mismo grupo de amigos.
No fue hasta mediados de 2007 cuando conoció al tercer componente, se encontró con Valentí Riera, el bajista, se conocieron por dos bandas al mismo tiempo. La primera, el profesor de piano de Paul también era profesor de música de Valentí, y, por recomendación del profesor, Paul contactó con Valentí. Por otra parte, también se conocieron mediante un cartel para buscar a músicos, que colgó Paul en su escuela de música. 
Y, para terminar el grupo, Paul conoció al cuarto componente: a Jesús Calleja, guitarra y voz, que se conocieron por ir a la misma escuela de música, también, y tenían el mismo profesor de guitarra, cuando uno terminaba su clase entraba el otro, cruzándose tres veces por semana. Poco después, por un amigo en común, se conocieron oficialmente. Entonces Jesús dejó al grupo que tenía antes, y entró a formar parte de Suite.
Es una gran casualidad que Paul, Valentí y Jesús fueran a la misma escuela de música: el Esclat, en Manresa.
A finales de 2007, el grupo ya estaba formado y con nombre propio, Suite.
Hacia finales de 2008 - principios de 2009, fue cuando encontraron a un mánager, Jordi Costa.

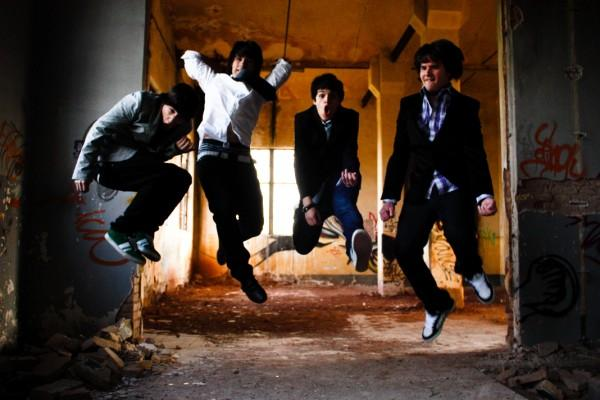

### Emergenza Festival
A mediados de 2009, Suite decidió probar suerte y presentarse en Emergenza Festival, concurso famoso mundialmente, dónde en octubre del mismo año tuvieron su primera fase, tocaron en Mephisto, Barcelona y quedaron en tercera posición con 72 votos. En su segunda fase, en enero de 2010, tocaron en Razzmatazz 3 y se pusieron en segundo lugar con 114 votos, a tan sólo 4 votos de la primera posición. Razzmatazz 2 fue donde tocaron, en mayo, por su tercera fase, la semifinal, consiguiendo una suma de 181 votos, ahora sí, quedando primeros y sacando ochenta puntos de ventaja al segundo grupo. Al clasificarse primeros en la semifinal de Emergenza, también se clasificaron como primeros de España.
Ya en la final de España, en junio, Suite tocó en la prestigiosa sala Razzmatazz 1 pero quedó cuarto con 223 votos.
Aun así, en el ranking mundial de Emergenza Festival, Suite estuvo en quinto lugar durante mes y medio. Hecho muy prestigioso y más siendo un grupo tan joven y con tan sólo tres años de carrera musical.

### Liga ASOBAL de balonmano
Un trabajador importante de la Liga ASOBAL escuchó por casualidad el álbum de Suite y en 2009 salieron varias canciones suyas en el videojuego de balonmano Handball Mánager 2009.
En ASOBAL debieron de quedar bastante satisfechos con su trabajo, ya que decidieron usar también como banda sonora de Handball Mánager 2010
Entre las canciones que forman parte de la banda sonora del videojuego está A hundred years to live que además también es la sintonía oficial en los partidos de balonmano.

### Camp Nou
Suite ha tocado en algunas ocasiones en el campo de fútbol del Fútbol Club Barcelona, delante de más de 60.000 espectadores y junto con otros grupos conocidos. 

### Contrato con RGB Suports
Tras años de trabajo, el grupo consiguió su más deseado contrato discográfico con RGB Suports, una famosa discográfica en el nordeste de España. Poco después de conseguir el contrato, empezaron con sus conciertos, el primero de ellos con el famoso grupo We The Kings Con la discográfica hicieron una reedición de su álbum Time&Essence, retocando las canciones del mismo.

## Estilo musical e influencias
En cuanto a su tendencia musical Suite tiene un rango de influencias muy amplio. Este rango va desde grupos como The Beatles hasta a otros como Green Day, pasando por The Beach Boys, Bruce Springsteen, Mcfly…

### What can I dream today? (2008)
Suite se encerró por primera vez en un estudio de grabación en mayo de 2008, para grabar sus dos primeros temas; Don’t go away y Summer dreams. Durante el verano de ese mismo año, compusieron y grabaron ocho temas más para tener acabada su primera maqueta, que estuvo lista en otoño de 2008.

### Time & Essence (2011 y 2013)
Después de tres años sin sacar un álbum, el grupo decidió ponerse a trabajar duro junto con otro grupo de la zona llamado Cloverace. Los dos grupos, Suite y Cloverace han tocado juntos en varias ocasiones. La banda ayudó a Suite en la grabación de la nueva maqueta, especialmente en Don't go away y en Keep on trying. Más tarde los volvieron a ayudar, esta vez la cantante los ayudó en el videoclip de Keep on trying.
Una vez conseguido el contrato con RGB Suports el grupo entró en grabación unos días para seguidamente lanzar una reedición de la maqueta Time & Essence.

### Versiones
Suite desde siempre ha hecho diferentes versiones de canciones famosas de otros grupos como por ejemplo Michael Jackson, The Killers, U2, All Time Low, Busted, McFly, You Me at Six, Oasis, Katy Perry, entre otros.

## Discografía

### Álbumes

#### What can I dream today? (2008)
1. Coming to fight
2. Don’t go away
3. Feelings
4. Long time ago
5. Meet her
6. Summer dreams
7. Unknown girl
8. What can I dream today?
9. You & me
10. You can take the relief

#### Time & Essence (2011)
1. Nothing more to say
2. A hundred years to live
3. Not all the stars can shine
4. Don’t go away
5. Keep on trying (feat Nuria Moliner)
6. Like a ghost
7. Them
8. Next to you
9. Feelings
10. Maybe
11. Goodbye
12. Nothing more to say (Freddy Marquez remix)

#### Time & Essence (2013)
1. A hundred years to live
2. Nothing more to say
3. Not all the stars can shine
4. Don’t go away
5. Keep on trying
6. Like a ghost
7. Them
8. Next to you
9. Feelings
10. Maybe
11. Goodbye
12. Keep on trying (feat Nuria Moliner)
13. Nothing more to say (Freddy Marquez remix)

### Singles
- Next to you (2010)
- Hundred years to live (2010)

### Videoclips

#### A hundred years to live
En su primer videoclip, Suite estuvo barajando varios lugares muy distintos donde rodar el que es su primer videoclip. Tardaron poco tiempo en decidirse, descartando varios lugares por posibles problemas, o porque era demasiado caro, entonces, se quedaron con pocas posibilidades. Primero pensaron en un aeropuerto, pero enseguida vieron que no era una buena idea y era excesivamente caro, por lo tanto, escogieron su segunda opción: la estación internacional Canfranc, en Aragón. Habían visto fotos y les habían hablado muy bien de esa estación, por lo que nada les impedía escogerla como escena de su videoclip.
A principios de septiembre, Suite viajó hasta Canfranc para grabar su videoclip de la canción A hundred years to live (también banda sonora de la liga ASOBAL de balonmano). Tuvieron tan solo dos días para grabar el videoclip entero y con un presupuesto más que ajustado.
Finalmente, en esas 48 horas a contrarreloj pudieron rodar su videoclip sin casi ningún problema.
El videoclip trata de cuatro chicas que los secuestran y se vengan de ellos, así como el título de la canción indica: no tienen 100 años para vivir, dando a entender que si no los quieren para nada, si aquello no va a ningún sitio, que no los retengan y no les hagan perder el tiempo con ellas.

#### Keep on Trying
Más tarde, a principios de 2012 y cuando el grupo aún no tenía el contrato discográfico, decidieron grabar un segundo videoclip de la canción Keep on Trying de su segundo álbum. Para este videoclip, tuvieron que viajar al Pirineo aragonés. Este segundo videoclip hizo furor de tal manera que famosos como Carles Puyol o Andrés Iniesta lo publicaron en sus redes sociales, haciendo así que gente de alrededor del mundo viera el videoclip y el grupo se hiciera famoso poco a poco. También se pudo escuchar la canción por la radio y en algunas ocasiones como banda sonora en televisión como por ejemplo en el programa Salvados de La Sexta.

## Miembros
- Paul Brau - Guitarra y voz
- Jesús Calleja - Guitarra y voz
- Valentí Riera - Bajo y coros
- Uri Font - Batería